# Manius Manilius
Manius Manilius (fl. 155 – 149 f.Kr.) var en romersk statsmand og fremtrædende jurist, der også havde en lang militær karriere. Det er uklart, om han var i familie med Manius Manilius, der blev nedværdiget af Cato den Ældre for at omfavne sin kone ved højlys dag under Catos embede som censor fra 184 f.Kr. til 182 f.Kr.
Manilius var prokonsul for Hispania Ulterior i 155 f.Kr., da lusitanerne under ledelse af Punicus plyndrede denne provins, hvilket startede den Lusitanske Krig. Han ledte en hær imod dem, men blev besejret. Han blev konsul i 149 f.Kr. med Lucius Marcius Censorinus. Han belejrede uden held Karthago i begyndelsen af den Tredje Puniske Krig, og blev erstattet af Calpurnius Piso i 149 f.Kr. efter at have lidt et tungt nederlag ved Nepheris – en karthaginsk højborg syd for byen.
I Ciceros De oratore blev Manilius portrætteret som et medlem af den Scipio-kredsen. I værket beskriver Cicero Manilius som en "repræsentant for den brede dannelse, der krævedes af taleren, og for gammeldags generøsitet i at hjælpe andre med sin juridiske viden". Manilius er også en hovedperson i Ciceros De Re Publica, selvom det ser ud til, at store dele af hans dialog fandt sted i dele af det værk, som nu er gået tabt.

## Manilius som jurist
Det var tilsyneladende den samme tidligere konsul Manius Manilius (eller muligvis den ældre mand, der levede omkring tredive år tidligere), der var forfatter til en samling af formularer for salgskontrakter. Hans værker blev stadig læst i den klassiske periode, og han blev citeret af forfattere som Varro, Cicero og Brutus.